# Strigogyps
Strigogyps is een geslacht van uitgestorven vogels uit de familie Ameghinornithidae, vermoedelijk verwant aan de eveneens uitgestorven schrikvogels (Phorusrhacidae) en de hedendaagse seriema's (Cariamidae). Dit geslacht is bekend van fossielen uit Duitsland (Messelschaliën) en Frankrijk die dateren uit het Midden-Eoceen (ongeveer 45 miljoen jaar geleden).
Voor Strigogyps bestaan de synoniemen Ameghinornis en Aenigmavis. De fossielen die deze namen droegen werden aanvankelijk beschouwd als primitieve Europese vertegenwoordigers van de schrikvogels (Phorusrhacidae), een familie van voornamelijk Zuid-Amerikaanse looproofvogels. Gerald Mayr liet in 2005 echter zien dat Ameghinornis en Aenigmavis als jongere synoniemen van Strigogyps beschouwd moeten worden. Aangezien Strigogyps verschillende karakteristieke kenmerken van de familie Phorusrhacidae mist, wordt dit vogelgeslacht niet langer ingedeeld bij die familie. Er zijn echter voldoende kenmerken die het aannemelijk maken dat het geslacht wel verwant is aan de schrikvogels. De Ameghinornithidae worden daarom tegenwoordig wel in de orde Cariamiformes geplaatst.

## Beschrijving
Strigogyps was een middelgrote vogel, bijna zo groot als sommige leden van de Psilopterinae, de kleinste schrikvogels. De vleugels zijn relatief klein, de vogel was waarschijnlijk niet in staat te vliegen. De processus ﬂexorius van het opperarmbeen is kleiner dan bij de schrikvogels. De ellepijp is steviger en korter dan het opperarmbeen en heeft een meer uitgesproken condylus dorsalis, maar lijkt voor de rest erg op die van de Phorusrhacidae.
De benen waren sterk en hadden krachtige, roofvogelachtige klauwen. De tibiotarsus heeft geen verbeende pons supratendineus en zijn condylus lateralis heeft aan de zijkant een cirkelvormige of bijna cirkelvormige omlijning, wat ook voorkomt bij de nog levende Kagoe. Een andere eigenschap die ook voorkomt bij de Kagoe is het feit dat de hypotarsus bestaat uit twee parallelle kammen. De epicondylus medialis steekt erg uit. De groef tussen de twee condyli, de sulcus intercondylaris, is asymmetrisch, doordat hij mediaal dieper is. De lengte van de tarsometatarsus bedraagt maar 85 procent van die van het dijbeen en zelfs maar 55 procent van die van de tibiotarsus. De trochlea metatarsi II en IV hebben een caudaal uitstekende rand.
De schedel was waarschijnlijk veel zwakker dan bij de schrikvogels.

## Voeding
Aangezien voorlopig nog geen schedel werd gevonden van Strigogyps kan niet gemakkelijk bepaald worden wat het dier at. Er zijn echter indicaties dat het, ten minste gedeeltelijk, een herbivoor was. Op het holotype bevinden zich twee donkere plekken die uit organische materie bestaan. Omwille van de positie van deze plekken in het skelet zijn dit waarschijnlijk de inhoud van, respectievelijk, de keelzak en van de maag en darm. De maag bevat gruis, een indicatie dat de vogel een spiermaag had, en de keelzak bevat resten van zaden. Een spiermaag wordt bij moderne vogels hoofdzakelijk gebruikt om ruw plantenmateriaal te verkleinen. Beide dingen duiden dus op een plantaardige voeding. Hieruit volgt dat Strigogyps een herbivoor of toch minstens een omnivoor was.
Nog een indicatie voor een (gedeeltelijk) plantaardige voeding zijn kleine (ongeveer 60 µm brede) bolletjes die zich ook in deze plekken bevinden. Men heeft  namelijk voorgesteld dat deze bolletjes cytoplasten zijn. Dit zou er op wijzen dat de vogel parenchymcellen, een bepaalde soort plantencellen, had ingeslikt kort voor zijn dood.
Het is echter niet gelukt vast te stellen welke planten Strigogyps at. De gevonden zaden konden niet geïdentificeerd worden en de cytoplasten geven geen aanwijzing voor de plantensoorten waar ze uit komen. Het was waarschijnlijk een grondvogel met sterke poten, dus mogelijk at hij uitgegraven wortels en knollen. Het is echter net zo goed mogelijk, dat het dier zich voedde met naar beneden gevallen vruchten.